# Episodi di Clarence (seconda stagione)
La seconda stagione della serie animata Clarence, composta da 39 episodi, è stata trasmessa negli Stati Uniti, da Cartoon Network, dal 18 gennaio 2016 al 3 febbraio 2017.
In Italia è stata trasmessa dal 29 agosto 2016 al 24 giugno 2017 su Cartoon Network.
| nº | Titolo originale                       | Titolo italiano                      | Prima TV USA     | Prima TV Italia   |
| -- | -------------------------------------- | ------------------------------------ | ---------------- | ----------------- |
| 1  | The Interrogation                      | L'interrogatorio                     | 18 gennaio 2016  | 29 agosto 2016    |
| 2  | Lost Playground                        | Il parco giochi perduto              | 18 gennaio 2016  | 6 settembre 2016  |
| 3  | Bird Boy Man                           | Amico volatile                       | 19 gennaio 2016  | 30 agosto 2016    |
| 4  | Freedom Cactus                         | Il cactus spara-puzzette             | 19 gennaio 2016  | 2 settembre 2016  |
| 5  | Plane Excited                          | Paura di volare                      | 21 gennaio 2016  | 31 agosto 2016    |
| 6  | Escape from Beyond the Cosmic          | Febbre da videogame                  | 22 gennaio 2016  | 5 settembre 2016  |
| 7  | Ren Faire                              | Festa medievale                      | 28 gennaio 2016  | 2 settembre 2016  |
| 8  | Time Crimes                            | L'ora legale                         | 4 febbraio 2016  | 7 settembre 2016  |
| 9  | Saturday School                        | Sabato a scuola                      | 11 febbraio 2016 | 8 settembre 2016  |
| 10 | Attack the Blook Party                 | Arrivano gli alieni                  | 18 febbraio 2016 | 9 settembre 2016  |
| 11 | Field Trippin                          | La gita scolastica                   | 25 febbraio 2016 | 12 settembre 2016 |
| 12 | Ice Cream Hunt                         | Caccia al gelato                     | 3 marzo 2016     | 13 settembre 2016 |
| 13 | Company Man                            | Il dirigente d'azienda               | 10 marzo 2016    | 14 settembre 2016 |
| 14 | Stump Brothers                         | Liti in famiglia                     | 17 marzo 2016    | 15 settembre 2016 |
| 15 | The Tails of Mardrynia                 | La città degli animali               | 25 marzo 2016    | 19 settembre 2016 |
| 16 | Clarence Wendle and the Eye of Coogan  | Clarence Wendle e l'occhio di Coogan | 25 marzo 2016    | 20 settembre 2016 |
| 17 | Sneaky Peeky                           | L'anteprima                          | 29 marzo 2016    | 16 settembre 2016 |
| 18 | Game Show                              | Gioco a quiz                         | 21 aprile 2016   | 21 settembre 2016 |
| 19 | Skater Sumo                            | Skateboard estremo                   | 28 aprile 2016   | 22 settembre 2016 |
| 20 | Mystery Girl                           | La ragazza misteriosa                | 5 maggio 2016    | 5 aprile 2017     |
| 21 | The Substitute                         | La supplente                         | 12 maggio 2016   | 6 aprile 2017     |
| 22 | Classroom                              | In classe                            | 19 maggio 2016   | 7 aprile 2017     |
| 23 | Dullance                               | Senza nulla da fare                  | 26 maggio 2016   | 10 aprile 2017    |
| 24 | Jeff's Secret                          | Il segreto di Jeff                   | 2 giugno 2016    | 11 aprile 2017    |
| 25 | Space Race                             | Il razzo pazzo                       | 9 giugno 2016    | 12 aprile 2017    |
| 26 | Plant Daddies                          | Due papà per una pianta              | 16 giugno 2016   | 13 aprile 2017    |
| 27 | Bucky and the Howl                     | Ansia da palcoscenico                | 23 giugno 2016   | 14 aprile 2017    |
| 28 | Worm Bin                               | L'invasione dei vermi                | 1º novembre 2016 | 12 giugno 2017    |
| 29 | Clarence & Sumo's Rexcellent Adventure | Il fantasma del dinosauro            | 2 novembre 2016  | 13 giugno 2017    |
| 30 | Birthday                               | Il compleanno di Clarence            | 3 novembre 2016  | 14 giugno 2017    |
| 31 | Tree of Life                           | L'albero dell'amicizia               | 4 novembre 2016  | 15 giugno 2017    |
| 32 | Capture the Flag                       | Rubabandiera                         | 14 novembre 2016 | 20 giugno 2017    |
| 33 | Capture the Flag                       | Rubabandiera                         | 14 novembre 2016 | 13 aprile 2017    |
| 34 | Cloris                                 | La vecchia scorbutica                | 15 novembre 2016 | 23 giugno 2017    |
| 35 | Fishing Trip                           | Battuta di pesca                     | 16 novembre 2016 | 22 giugno 2017    |
| 36 | Belson's Backpack                      | Lo zaino di Belson                   | 17 novembre 2016 | 21 giugno 2017    |
| 37 | Motel                                  | Motel                                | 18 novembre 2016 | 19 giugno 2017    |
| 38 | Merry Moochmas                         | Buon Scrocconatale                   | 1º dicembre 2016 | 16 giugno 2017    |
| 39 | Pizza Hero                             | L'eroe della pizza                   | 3 febbraio 2017  | 24 giugno 2017    |

## L'interrogatorio
- Titolo originale: The Interrogation
- Trama: Quando l'auto del signor Reese viene spalmata di salsa alle polpette, sceglie Clarence per aiutarlo a scoprire chi è stato.

## Il parco giochi perduto
- Titolo originale: Lost Playground
- Trama: Dopo che l'attrezzatura del parco giochi della scuola è stata tolta perché ritenuta troppo pericolosa, i bambini cercano di trovare la vecchia attrezzatura.

## Amico volatile
- Titolo originale: Bird Boy Man
- Trama: Sumo trova un uccello che chiama Salsa Piccante e lo cura per la salute, ma trascura tutto il resto.

## Il cactus spara-puzzette
- Titolo originale: Freedom Cactus
- Trama: Clarence fa un fumetto su un cactus che diventa il primo successo della scuola.
- Curiosità: Clarence disegna il fumetto di un uomo e del suo gatto è un riferimento ai popolari fumetti di Garfield.

## Paura di volare
- Titolo originale: Plane Excited
- Trama: Clarence trova divertimento su un aereo per la Florida e aiuta il Ciad a superare il suo primo viaggio.

## Febbre da videogame
- Titolo originale: Escape from Beyond the Cosmic
- Trama: Jeff cerca di battere un gioco arcade alla lavanderia a gettoni, ma quando Clarence lo rompe, deve trovare un'alternativa.

## Festa medievale
- Titolo originale: Ren Faire
- Trama: Clarence, Sumo e Jeff vanno ad una fiera rinascimentale.

## L'ora legale
- Titolo originale: Time Crimes
- Trama: Dopo aver ricevuto un orologio speciale da una scatola di cereali, Clarence crede di poter controllare il tempo.

## Sabato a scuola
- Titolo originale: Saturday School
- Trama: Clarence, Jeff e Sumo devono ripulire la scuola il sabato dopo aver creato un murale non approvato.

## Arrivano gli alieni
- Titolo originale: Attack the Block Party
- Trama: Una festa al liceo è indagata da Clarence, Jeff e Sumo, che pensano che si tratti di un'invasione aliena.

## La gita scolastica
- Titolo originale: Field Trippin'
- Trama: Clarence prende lo scuolabus sbagliato dopo aver fatto una pausa bagno durante una gita in campagna.

## Caccia al gelato
- Titolo originale: Ice Cream Hunt
- Trama: Larry aiuta Clarence a prendere il trio per il gelato, ma vanno a fare il giro della loro vita.

## Il dirigente d'azienda
- Titolo originale: Company Man
- Trama: Clarence perde la palla durante una partita di calcio. Finisce per seguirlo in un edificio per uffici, dove viene scambiato per il figlio del boss.

## Liti in famiglia
- Titolo originale: Stump Brothers
- Trama: When Clarence and Sumo cause a power outage at Sumo's, they are sent with Sumo's brother, Tanner, to retrieve a generator part.

## La città degli animali
- Titolo originale: The Tails of Mardrynia
- Trama: Clarence si ispira a radunare gli animali locali per creare un mondo animale come quello di cui ha letto per rallegrare Percy.

## Clarence Wendle e l'occhio di Coogan
- Titolo originale: Clarence Wendle and the Eye of Coogan
- Trama: Clarence e alcuni altri studenti a caccia di un tesoro perduto.

## L'anteprima
- Titolo originale: Sneaky Peeky
- Trama: Dopo aver perso l'occasione di vedere la prima del nuovo film Robofrog, il trio escogita un piano per intrufolarsi nel teatro e intravedere prima di chiunque altro. Tuttavia, quando danneggiano accidentalmente la bobina, sono costretti a sistemarla!

## Gioco a quiz
- Titolo originale: Game Show
- Trama: Clarence e Breehn fanno un game show al centro commerciale di Aberdale.

## Skateboard estremo
- Titolo originale: Skater Sumo
- Trama: Sumo cerca di costruire uno skateboard e unirsi alla squadra di pattinaggio di Chelsea e Rita.

## La ragazza misteriosa
- Titolo originale: Mystery Girl
- Trama: Clarence trova una amica per sbaglio mentre fa scherzi telefonici.

## La supplente
- Titolo originale: The Substitute
- Trama: Un supplente causa il caos e Clarence deve trovare la signora Baker per ristabilire l'ordine.

## In classe
- Titolo originale: Classroom
- Trama: Un giorno della vita nella classe della signorina Baker viene esaminato.

## Senza nulla da fare
- Titolo originale: Dullance
- Trama: Sentendosi bruciato da tante avventure, Clarence cerca di passare una giornata seduto in giro, senza fare nulla.

## Il segreto di Jeff
- Titolo originale: Jeff's Secret
- Trama: Clarence viene a sapere che Jeff ha un dito in più e Jeff implora Clarence di mantenere il suo segreto, ma Clarence è tentato di dirlo alla scuola.

## Il razzo pazzo
- Titolo originale: Space Race
- Trama: La signorina Baker assegna un progetto di classe davvero divertente. Con Clarence distratto dal misterioso potere della luna, la sua classe compete per costruire il razzo più alto-volo.

## Due papà per una planta
- Titolo originale: Plant Daddies
- Trama: Gli studenti della scuola di Aberdale devono accoppiarsi in gruppi di 2 per allevare piccole piante in vaso.

## Ansia da palcoscenico
- Titolo originale: Bucky and the Howl
- Trama: Sumo si unisce a un musical e Clarence promuove lo spettacolo, ma Sumo cattura lo spavento sul palcoscenico la sera dell'apertura.

## L'invasione dei vermi
- Titolo originale: Worm Bin
- Trama: Quando sua madre gli procura un bidone dei vermi, Jeff deve affrontare l'idea di vivere con le disgustose creature, mentre Clarence si intrufola per sfamarle ogni sera.

## Il fantasma del dinosauro
- Titolo originale: Clarence and Sumo's Rexcellent Adventure
- Trama: Sumo deve affrontare le conseguenze quando lui e Clarence prendono un dente da uno scheletro di dinosauro al museo, lasciando Clarence traumatizzato.

## Il compleanno di Clarence
- Titolo originale: Birthday
- Trama: Clarence organizza una festa di compleanno, e tutti nella loro classe si presentano - con grande sgomento di Jeff e Sumo.

## L'albero dell'amicizia
- Titolo originale: Tree of Life
- Trama: Clarence, Sumo e Jeff si arrampicano su un albero per scolpire i loro nomi.

## Rubabandiera
- Titolo originale: Capture the Flag
- Trama: In questa mezz'ora speciale, Clarence e i suoi amici giocano al più grande gioco di cattura della bandiera e tutti vogliono portare a casa la corona e il potere di controllare i succhi di frutta del quartiere. Ma poi le cose vanno inaspettate quando una nuova squadra si riunisce e prende il controllo dei succhi di frutta.

## La vecchia scorbutica
- Titolo originale: Cloris
- Trama: Quando Clarence va con Jeff a trovare la nonna di Jeff, fa amicizia con una donna anziana di nome Cloris ed è determinato a ricordarle il suo vecchio sé per convertire la nonna scontrosa ai suoi modi divertenti.

## Battuta di pesca
- Titolo originale: Fishing Trip
- Trama: Mel viene a sapere che Chad non ha mai preso Clarence pesca e decide di porre rimedio a questo con un viaggio di legame per tutti i ragazzi!
- Curiosità: Quando Chad perde tutti i capelli, il suo aspetto ricorda molto Homer Simpson de I Simpson.

## Lo zaino di Belson
- Titolo originale: Belson's Backpack
- Trama: Dopo un cambio accidentale dello zaino, Clarence scopre che Belson nasconde un lato artistico e cerca di promuovere la creatività di Belson.

## Motel
- Titolo originale: Motel
- Trama: A seguito di un incidente di insetti, la casa di Clarence ha bisogno di essere fumigata, costringendo Maria, Ciad e Clarence a alloggiare in un motel.

## Buon Scrocconatale
- Titolo originale: Merry Moochmas
- Trama: È tempo di Natale in Aberdale e Clarence è convinto che il suo desiderio invernale per la neve in Arizona si avvererà! Tuttavia, il suo compagno di classe Belson insieme al cugino scontroso Gary "Mooch" sono un po' 'più difficile da convincere.

## L'eroe della pizza
- Titolo originale: Pizza Hero
- Trama: È la fine dell'anno scolastico e, come tradizione della scuola di Aberdale, Papa Marianio è pronto a servire la sua famosa pizza insieme ad uno spettacolo di canto e danza.